# Moviment (música)
Un moviment (o tempo) és cadascuna de les parts en què es divideixen un bon nombre de formes i gèneres de la música instrumental des del segle xvii.

## Història
Si bé entre les poques composicions estrictament instrumentals que es conserven de l'edat mitjana ja es troben casos de composicions amb dues parts ben diferenciades (que també poden ser enteses com a resultat de dues composicions juxtaposades) com és el cas del Lamento de Tristano i la corresponent rota, la tradició moderna d'aquest tipus de composicions en diversos moviments arrenca de les primeres suites del segle xvii en les quals s'encadenen diversos moviments compostos sobre una estructura formal i un patró rítmic d'alguna de les danses de moda a l'època que compartien la mateixa tonalitat i a vegades algun patró melòdic com ja s'havia donat en alguns casos entre les parelles de danses encadenades del Renaixement.
Aquests elements de la suite es transmeten al prototipus de sonata barroca anomenada da camera, al mateix temps que l'altre prototipus, anomenada sonata da chiesa també adopta un patró consistent en diversos moviments, normalment quatre que segueixen la seqüència lent-ràpid-lent-ràpid.
D'aquesta manera el moviment i el patró compositiu basat en la concatenació de moviments incorpora un dels elements fonamentals de l'estètica del Barroc com és el gust pel contrast: contrast de velocitats o tempo, contrast de mètrica i contrast de caràcter, de significat, de contingut, en uns moments en què es considerava norma infranquejable que el caràcter (trist, alegre, melangiós, heroic ...) havia de romandre invariable mentre durava una música, és a dir, com a mínim durant un moviment.
Paral·lelament, els gèneres vocals com l'oratori i l'òpera havien desenvolupat unes introduccions (que rebien diversos noms com obertura, simfonia, preludi, etc.) en les quals també es tendien a diferenciar diverses parts; a vegades, la primera d'aquestes era tan breu que més aviat es considerava com una introducció a l'obertura que, d'aquesta manera, es considerava que tenia un sol moviment. Però destacà -en l'òpera i l'oratori italians, ja des del segle xvii- l'obertura en tres moviments coneguda com a obertura italiana.
El Classicisme, que tendí en molts casos a fixar i estandarditzar les formes musicals, feu de la sonata en diversos moviments (principalment en quatre i en tres moviments, amb més inclinació per un patró o per l'altre en funció dels gèneres, cambrístics o orquestrals, però també en dos com en el cas d'algunes sonates per a piano o de la simfonia concertant) un model compositiu quasi universal per a la música instrumental.
El Romanticisme va seguir aquesta tendència de forma majoritària però suavitzant-la en diversos sentits:
- Va flexibilitzar-se encara més el nombre de moviments de què podia constar una obra.
- Es van idear, desenvolupar i usar tècniques diverses per fusionar uns moviments amb els altres al llarg d'una obra, dissolent-los en el conjunt, evitant les parades que els són tan característiques.
- Els compositors van dedicar una percentatge més alt de la seva producció a composicions curtes en un sol moviment.

Al llarg dels segles xx i XXI s'han flexibilitzat encara més les tendències ja apuntades durant el segle xix en referència a l'ús de moviments diversificats per a la composició d'una obra de grans dimensions.

## Altres aspectes
La juxtaposició de composicions diverses que tinguessin elements en comú tals que permetessin de poder ser percebuts com a parts d'un tot, o la divisió d'una composició de grans dimensions en fragments més curts cada un dels quals té un cert grau de compleció i, a la vegada, una certa connexió amb les altres s'ha demostrat una manera eficaç de construir -i d'escoltar- composicions de grans dimensions a la societat occidental durant els quatre darrers segles i, al mateix temps, de conduir l'oient en la direcció desitjada gràcies al caràcter concret de cada moviment.
Si en la suite barroca cadascun d'aquests moviments es van conèixer sempre pel nom de la dansa de la qual prenien el patró rítmic, a partir de la sonata barroca s'han conegut -majoritàriament- amb la denominació que primer era de caràcter i posteriorment va esdevenir de tempo que encapçala cadascun d'aquests moviments. Així, per exemple, el moviment que portava la indicació que s'havia de tocar allegro va esdevenir -per substantivació- un allegro. Per això diríem, per exemple, que els quatre moviments que componen el quintet de corda número 2 de Johannes Brahms són un allegro non troppo, ma con brio, un adagio, un poco allegretto, i un vivace ma non tanto presto.
Aquesta forma de construir a gran escala a partir de composicions de dimensions menors també funciona en la música vocal però en aquells gèneres i formes no s'anomenen moviments sinó àries, recitatius, etc.
L'existència dels moviments i de les composicions formades per moviments ha permès, en la realitat, una utilització molt més fluida i versàtil d'aquesta música per a un gran nombre de funcions. I no només això: en el Classicisme hi ha abundant documentació que acredita que molta música instrumental (i també vocal) en diversos moviments s'interpretava de manera fragmentària aquí el primer moviment i en un altre moment (del mateix concert o vetllada, o no) un altre dels moviments.